# Çukurova
Pour l’article homonyme, voir Çukurova (cheval).
La Çukurova (prononcé [ t͡ʃukuɾo'vɑ]) est une région naturelle du sud de la Turquie. Elle constitue une partie de l'ancienne région de la Cilicie ou plus précisément la plaine de Cilicie (« Cilicia Pedia »). La région est divisée par les provinces modernes d'Adana, d'Osmaniye, de Mersin et du Hatay. Ses limites sont le Taurus au nord et à l'ouest, les monts Nur à l'est et la mer Méditerranée au sud. Des fleuves la traversent du nord au sud, les plus importants étant le Seyhan et le Ceyhan.
La région est desservie par l'aéroport international de Cukurova.
Aux XVIIe et XVIIIe siècles, l'empire ottoman mena une politique de sédentarisation forcée des tribus nomades turkmènes et yörüks dans cette région.

## Littérature
La plaine de Çukurova est le lieu où se déroulent plusieurs romans de Yaşar Kemal mettant en scène des travailleurs agricoles saisonniers venus y travailler collectivement, par villages entiers venus de la montagne.